# Старабба, Антонио
Антонио Старабба маркиз де Рудини (итал. Antonio Starabba marchese di Rudinì; 16 апреля 1839, Палермо — 6 августа 1908, Рим) — итальянский политик и государственный деятель, дважды возглавлял кабинет министров Италии.

## Биография
Антонио Старабба происходил из богатой и старинной сицилийской фамилии Рудини.
В 1866 году занимал должность синдика (мэра) в Палермо, когда там возникло восстание против итальянского правительства, возбужденное клерикалами и приверженцами Бурбонской династии. При усмирении бунта Рудини обнаружил большую энергию, и вскоре был назначен префектом Палермо, а затем Неаполя.
В конце 1869 года Антонио Старабба стал министром внутренних дел в кабинете Менабреа, не будучи депутатом, но не имел успеха в палате и через несколько недель вышел в отставку.
Избранный в палату депутатов, Старабба примкнул правой коалиции, затем образовал в палате особую группу «молодой правой» партии, поддерживавшую министерства Депретиса и Криспи. Одно время был вице-президентом палаты.
После выборов 1890 года Антонио оказался одним из влиятельнейших вождей правой фракции и потребовал от Криспи уступок. Криспи ответил на это требование отказом, но остался в меньшинстве, после чего Старабба составил новый кабинет, в котором сделался президентом совета и министром иностранных дел.
Его министерство поставило себе задачей бездефицитный бюджет, без дальнейшего обременения плательщиков налогов; в то же время Рудини обещал поддерживать заключенные с иностранными державами союзы, а по отношению к Франции — рассеять подозрения, недоверие и недоразумения. Обещаний этих Антонио Старабба не сдержал: в области внешней политики он остался таким же приверженцем тройственного союза, как и Криспи, и летом 1891 года возобновил этот союз, ещё до истечения срока. Отношения к Франции оставались по-прежнему холодными, а финансовые дела, вследствие продолжавшихся вооружений, были в весьма печальном положении. В мае 1892 года Старабба вынужден был выйти в отставку, после чего вел борьбу как с министерством Джолитти, так и с министерством Криспи.
В марте 1896 года, после падения Криспи, вызванного поражением итальянских войск в Абиссинии, Старабба стал министром иностранных дел в кабинете, составленном Рикотти, и преобразовал этот кабинет после выхода в отставку Рикотти, проект которого о сокращении армии вызвал противодействие в палате. В декабре 1897 года и мае 1898 года Старабба выходил в отставку со всем кабмином, но получил от короля поручение вновь образовать кабинет.
Последний кабинет Рудини просуществовал, однако, лишь один месяц и был заменен министерством Пеллу в июне 1898 года.
Антонио Старабба маркиз де Рудини скончался в Риме, 6 августа 1908 года.